# Файс (Венгрия)
Файс (венг. Fajsz) — посёлок(község) в медье Бач-Кишкун в Венгрии.

## История

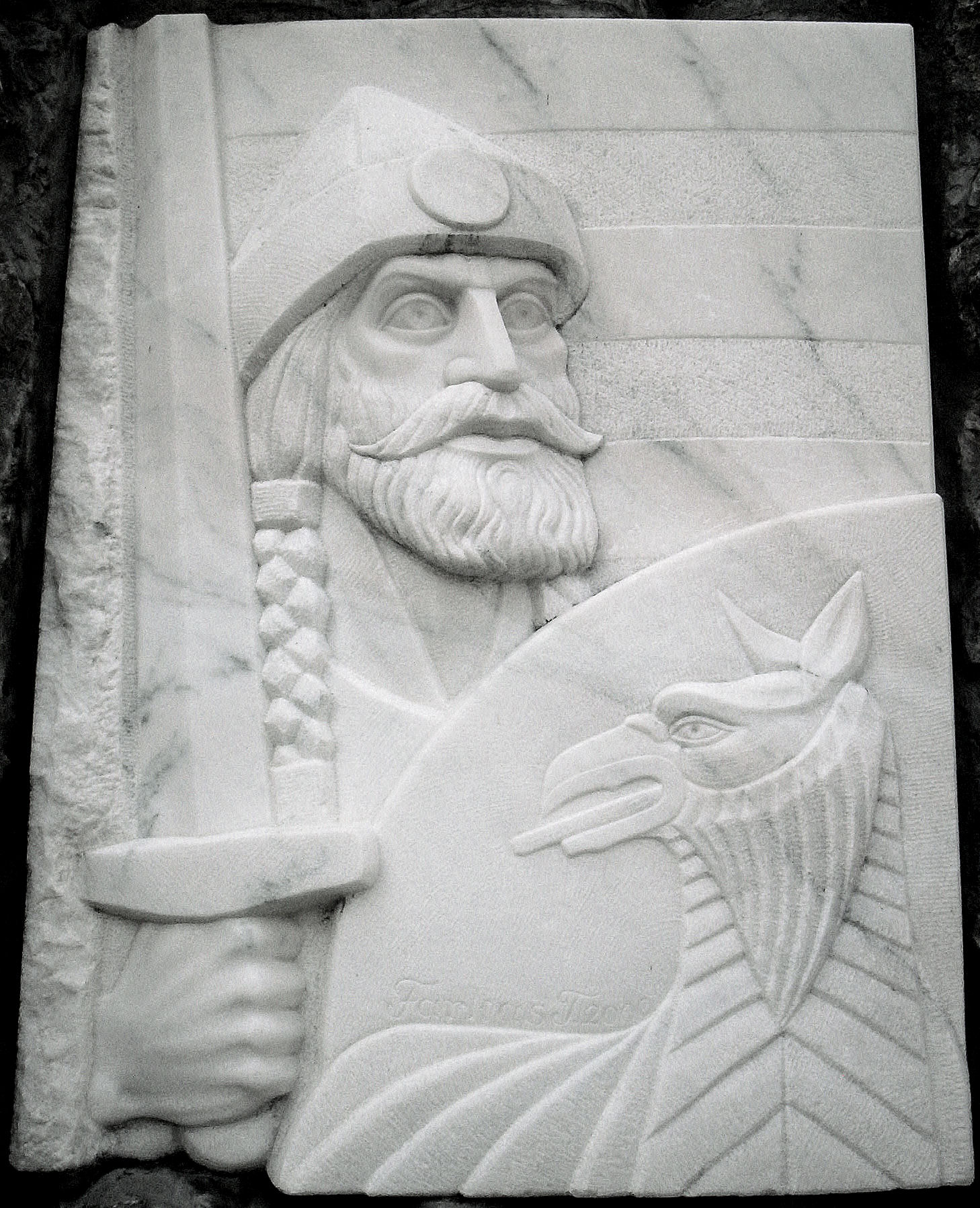
Памятник князю Файсу

Название восходит к знаменитому венгерскому правителю Файсу (внуку Арпада). Деревня упоминается ещё в документе 1212 года. Она пережила турецкую оккупацию, и упоминается в переписи 1715 года. В 1720 году здесь был основан католический приход, а в 1750 году построена церковь.

## Население
| Год  | Численность | Численность |
| ---- | ----------- | ----------- |
| 2013 | 1712        | [ 2 ]       |
| 2014 | 1696        | [ 3 ]       |
| 2018 | 1621        | [ 4 ]       |
| 2021 | 1579        | [ 5 ]       |
| 2022 | 1537        | [ 6 ]       |
| 2023 | 1532        | [ 7 ]       |
| 2024 | 1536        | [ 1 ]       |

На 1 января 2016 года в посёлке проживало 1655 человек.